# Колбаска (потік)
Колбаска, Ковбаска (пол. Kiełbaska) — гірський потік в Україні, у Жидачівському районі Львівської області. Правий доплив Вільшинки, (басейн Дністра).

## Опис
Довжина потоку 5 км, найкоротша відстань між витоком і гирлом — 4,33  км, коефіцієнт звивистості потоку — 1,15.

## Розташування
Бере початок на південно-західній стороні від плоскогір'я (338,0 м). Тече переважно на північний захід і у Старому Селі впадає у потік Вільшинку, правий доплив Дністра.

## Цікавий факт
- На лівому березі потоку на відстані приблизно 2 км проходить автошлях Т 1419[3].